# Dino Asciolla
Edoardo Asciolla, detto Dino (Roma, 6 giugno 1920 – Siena, 9 settembre 1994), è stato un violinista e violista italiano.

## Biografia
Ha compiuto gli studi al Conservatorio "Santa Cecilia" di Roma. Dapprima violinista, imponendosi in diversi concorsi nazionali ed internazionali (Ginevra 1947), ha ricoperto il ruolo di primo violino (spalla) in diverse orchestre tra le quali l'orchestra "Alessandro Scarlatti" di Napoli ed il "Mozarteum" di Salisburgo.
Nel 1956 per una serie di casualità passa alla viola, strumento il cui fascino lo ammalierà completamente, maturando la decisione di dedicarsi in maniera totale e definitiva ad esso.
Ha contribuito fortemente a divulgare ed ampliare il repertorio della viola, con incisioni e registrazioni televisive, tenendo concerti in tutto il mondo, grazie ad innata elasticità e notevole eclettismo che gli consentiva di spaziare dal repertorio barocco fino ai contemporanei.
Ha partecipato a moltissime prime esecuzioni, e numerosi autori contemporanei gli hanno dedicato le loro opere, come Ennio Morricone con "Suoni per Dino" del 1969.
Ha fatto parte di famosi e prestigiosi complessi strumentali fra i quali: I Virtuosi di Roma, I Musici, il Quintetto Chigiano e il Quartetto Italiano.
Ha effettuato incisioni discografiche per diverse etichette: Deutsche Grammophon, Philips, RCA, Fonit, Edipan, ecc.
Ha anche suonato la viola in dischi di musica leggera: da ricordare soprattutto la sua partecipazione all'album Non al denaro non all'amore né al cielo di Fabrizio De André e, nel 1972 a Conto terzi di Donatella Moretti; inoltre suonò in molte colonne sonore (ricordiamo, ad esempio nel 1965 quella Italiani brava gente di Armando Trovajoli, con la regia di Giuseppe De Santis).
Partecipò anche a registrazioni jazz, come The Healthy Food Band di Giovanni Tommaso del 1970, disco in cui suonò insieme a musicisti come Gato Barbieri, Al Korvin, Silvano Chimenti, Steve Lacy e Franco D'Andrea.
Si è dedicato con entusiasmo all'insegnamento in diversi conservatori di stato, per le cattedre di violino, viola e musica da camera, nonché in numerosi corsi di perfezionamento esercitati instancabilmente in tutta Italia e all'estero. Per oltre trent'anni è stato possessore ed ha suonato su una viola Giovanni Paolo Maggini del 1600. È stato Accademico di Santa Cecilia.